# Fiat BR.20 Cicogna
Фіат BR.20 Чіконья («Лелека», італ. Fiat BR.20 «Cicogna») — італійський двомоторний середній бомбардувальник розробки компанії Fiat. Перший італійський серійний суцільно металевий бомбардувальник, на момент створення був одним з кращих літаків свого типу. Був втіленням популярної в той час ідеї швидкісного бомбардувальника, здатного відірватись від винищувачів.
BR.20 відзначився під час громадянської війни в Іспанії, але, як і більшість схожих бомбардувальників, втратив свої основні переваги на початку 40-их. Не зважаючи на це широко використовувався на Середземноморському театрі бойових дій аж до 1943 року.

## Історія створення
В 1934 році командування Regia Aeronautica видало завдання на виготовлення середнього бомбардувальника з швидкістю 385 км/год, дальністю польоту 1000 км і бомбовим навантаженням 1200 кг. В конкурсі взяли участь більшість авіаційних компаній Італії, але перспективними було визнано тільки проекти компаній Fiat, CRDA і SIAI-Marchetti: BR.20, Z.1007 і SM.79 відповідно.
Літак BR.20 розроблявся під керівництвом Челестіно Розателлі (від якого і отримав позначення Bombardiere Rosatelli) на базі побудованого пасажирського літака APR.2. Новий бомбардувальник був середньопланом з гладкою обшивкою, висувним шасі і екранованими турелями. Також, з метою полегшення серійного виробництва, в конструкції майже не використовувались складні штамповані чи литі вузли, а фюзеляж був взагалі порівняно застарілим — з зварним каркасом, який місцями був обгорнений полотном. Хвостове оперення було двокілевим, що дозволило звести до мінімуму сліпі зони для верхньої турелі. Вже на першому прототипі було встановлено найновіші 18-ти циліндрові двигуни повітряного охолодження Fiat A.80 RC41.
Через свою технологічну простоту перший прототип був побудований порівняно швидко і піднявся в повітря вже 10 лютого 1936 року. Льотні характеристики повністю задовільняли вимоги, а також не було виявлено жодних серйозних недоліків, тому його відразу запустили в серійне виробництво. Перший серійний літак був випущений в вересні 1936, а загалом до липня 1943 року було випущено більше 600 літаків.

## Основні модифікації
- BR.20 — оснащувався двигунами Fiat A.80 RC41 потужністю 1000 к.с. Захисне озброєння складалось з 4 × 7,7-мм кулеметів: один в носі, один в нижній висувній установці і два в верхній турелі, згодом останні були замінені на один 12,7 мм кулемет. Маса бомбового навантаження — 1600 кг. Екіпаж 4-5 осіб. Випускався з вересня 1936 по лютий 1940 року. (318 екз.)
- BR.20M — нова носова частина фюзеляжу більш аеродинамічної форми. Випускався з лютого 1940 по квітень 1942 року. (264 екз.)
- BR.20bis — оснащувався двигунами Fiat A.82 RC32 потужністю 1250 к.с. Носова частина знову перероблена, збільшено розмах крил. Захисне озброєння складалось з трьох 12,7 мм кулеметів (два в верхній турелі, оди в носовій частині) і двох 7,7 мм кулеметів в бічних вікнах. В квітні-липні 1943 року було виготовлено 15 літаків.

## Тактико-технічні характеристики

|                       |                       | BR.20              | BR.20M             |
| --------------------- | --------------------- | ------------------ | ------------------ |
| Довжина               | Довжина               | 16,17 м            | 16,68 м            |
| Висота                | Висота                | 4,75 м             | 4,75 м             |
| Розмах крил           | Розмах крил           | 21,56 м            | 21,56 м            |
| Площа крил            | Площа крил            | 74,0 м²            | 74,0 м²            |
| Маса                  | пустого               | 6400 кг            | 6500 кг            |
| Маса                  | спорядженого          | 9900 кг            | 10 100 кг          |
| Двигуни               | Двигуни               | 2 × Fiat A.80 RC41 | 2 × Fiat A.80 RC41 |
| Потужність            | Потужність            | 2 × 1000 к. с.     | 2 × 1000 к. с.     |
| Максимальна швидкість | Максимальна швидкість | 432 км/год         | 440 км/год         |
| Дальність польоту     | нормальна             |                    | 1925 км            |
| Дальність польоту     | максимальна           | 3000 км            | 2750 км            |
| Практична стеля       | Практична стеля       | 7600 м             | 8000 м             |
| Швидкопідйомність     | Швидкопідйомність     | 4,75 м/c           |                    |

## Історія використання

### Regia Aeronautica

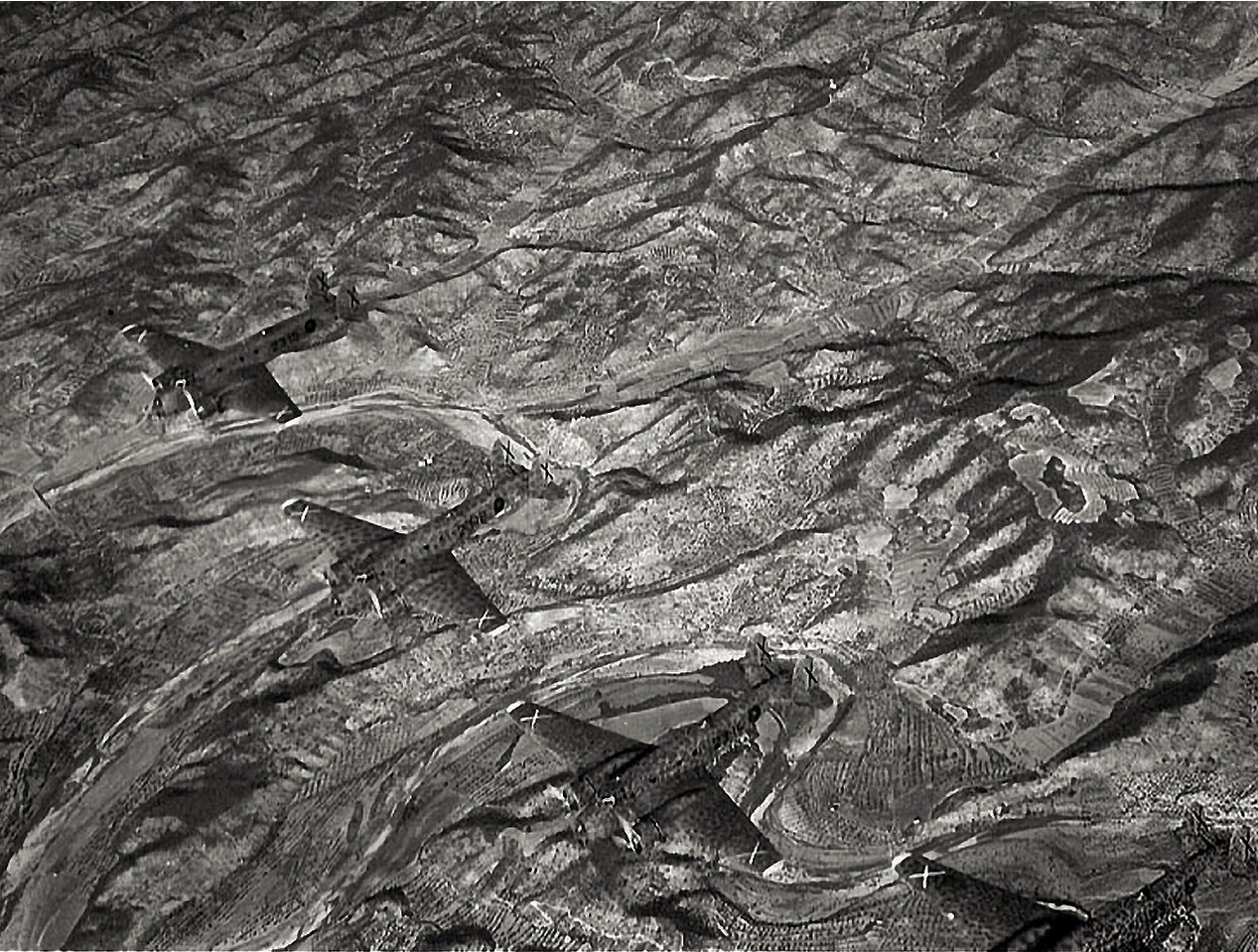
BR.20 в небі над Іспанією літом 1937 року. Можна побачити ефективність камуфляжу на фоні землі.

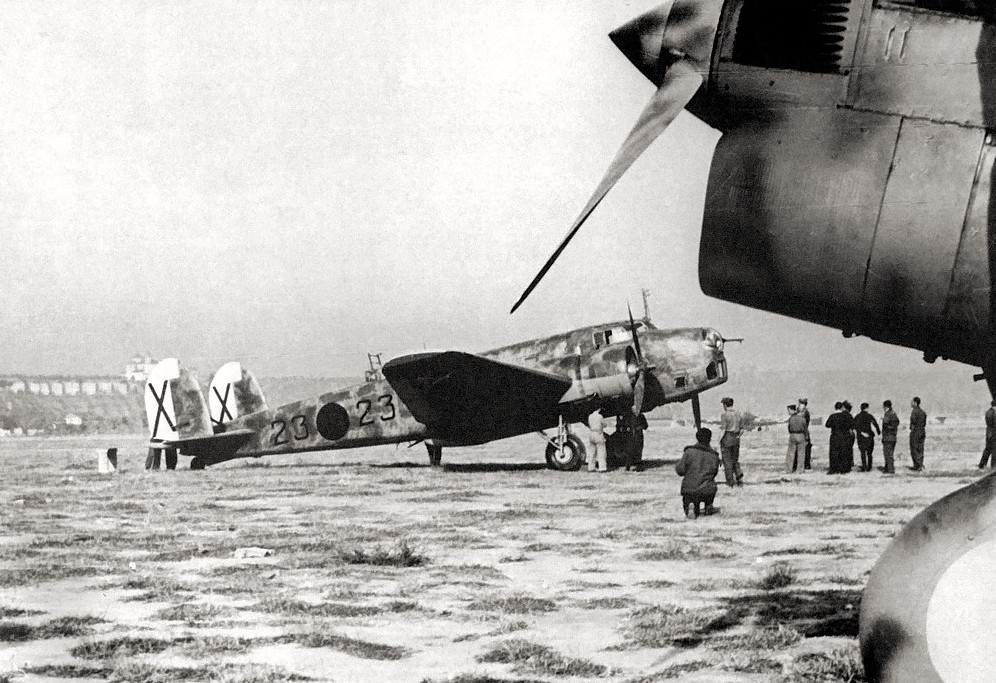
Іспанські BR.20 після закінчення війни.

В травні 1937 року в Іспанію було відправлено 6 BR.20 (по три з 7-го і 13-го стормо), а в липні 1938 року — ще сім. Ними було укомплектовано дві ескадрильї 35-ї змішаної авіагрупи. В боях BR.20 проявили себе з кращої сторони — вони могли діяти без супроводу винищувачами через високу швидкість, і зіграли важливу роль в Теруельській битві і битві на річці Ебро. Після закінчення війни 9 вцілілих літаків було залишено Іспанії.
На момент вступу Італії у війну 10 червня 1940 року в частинах Regia Aeronautica знаходилось 162 BR.20 (з них частина нових BR.20M). Вони стояли на озброєнні в 7-го, 13-го, 18-го і 43-го стормо. Перші два брали участь в бойових діях проти Франції, їх було розміщено на передових аеродромах в горах, оскільки BR.20 добре керувались в турбулентних потоках, які були звичними для Альп. Перший бойовий виліт відбувся 12 червня коли 8 BR.20 завдали удару по базі французького флоту в Тулоні. Наступного дня вони завдали знову завдали ударів по порту і аеродромах. Бойові вильоти відбувались аж до капітуляції Франції.
В вересні 1940 року 13-й і 40-й стормо було перекинуто в Бельгію для нальотів на Британію. Перший виліт відбувся в ніч з 24 на 25 жовтня: 16 BR.20 бомбардували Гарідж. Бомбардування завдало мінімум шкоди, тому було вирішено перейти до денних місій. 29 жовтня 15 BR.20 завдали удару по Рамсгейту, при цьому обійшовшись без втрат, проте вже 11 листопада під час місії до Гаріджа британські винищувачі збили 5 BR.20. Наступні 8 вильотів знову відбувались вночі, останній — 2 січня 1941 року.
В італо-грецькій війні спочатку брав участь тільки один 37-ий стормо, але в кінці кампанії на Балкани був перекинутий ще 13-й стормо з Бельгії. Ще один стормо був перекинути для участі в війні проти Югославії, а в травні 1940 року BR.20 підтримували десант на островах Конфу, Занте і Кефалонія.
Весною 1941 року в Північну Африку було перекинуто 98-му групу 43-го стормо, літаки якої з 17 березня браи участь в нальотах на Бенгазі. Літом в Африку було перекинуто ще і 13-й стормо, який залучався до нальотів на Тобрук і інші наземні цілі. Під час відступу італійських військ на початку 1942 року 13-й стормо зазнав значних втрат і був відведений в Італію на доукомплектування. В Північній Африці ще діяла 55-та група, яка в листопаді 1942 року намагалась перешкодити англо-американському десанту в Алжирі.
З травня 1941 BR.20, як і інші італійські бомбардувальники, залучались до бомбардувань Мальти, для чого постійно було визначено дві групи BR.20, які замінялись свіжими після декількох місяців роботи. Декілька BR.20 використовувались як розвідники на східному фронті.
В 1943 році BR.20 вже не міг конкурувати з винищувачами союзників і тому був переведений на другорядні ролі. Декілька BR.20 використовувались в боротьбі з партизанами на Балканах, ще декілька патрулювали море і супроводжували конвої. Коли Італія капітулювала в строю залишалось 67 BR.20, з яких 54 — на Балканах.

### Імперська армія Японії

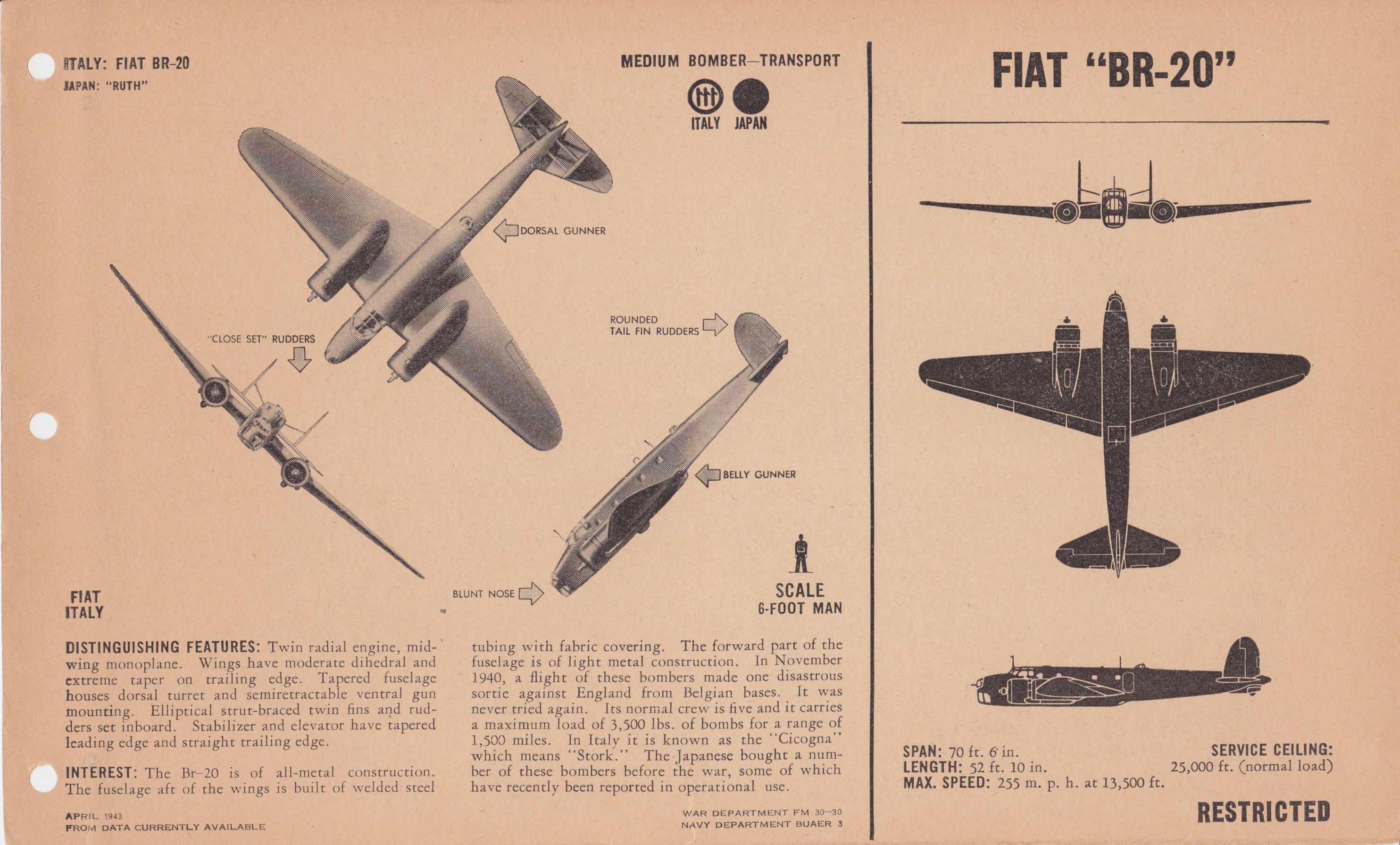
Пам'ятка про BR-20 для американського флоту.

В кінці 1937 року Японія замовила 72 BR.20 для тимчасової заміни бомбардувальників Ki-1, допоки японська заміна — Ki-21 все ще розроблялась. Літаки отримали позначення «тип I» і були призначені до 98-го і 12-го авіазагонів, розміщених в Китаї. Починаючи з 5 серпня 1938 року японські BR.20 залучались до бомбардувань міст і промислових об'єктів Китаю. Літом 1939 року 12-й авіазагін також воював на Халхин-Голі проти радянської армії. Восени 1939 року BR.20 були зняті з озброєння, оскільки Ki-21 вже вироблялись в необхідних кількостях. Кодова назва союзників - Рут (англ. Ruth).